# Estádio Regional de Antofagasta
Estadio Regional de Antofagasta, também conhecido como "Calvo y Bascuñán", é um estádio multiuso na cidade de Antofagasta, no Chile. Atualmente é usado na maior parte para partidas de futebol, casa do Deportes Antofagasta. O estádio tem lugar para 26 339 espectadores e foi construído em 1964 e renovado em 2013.